# Enric I de Navarra
Enric I de Navarra i III de Xampanya el Gras (?, c. 1244 - Pamplona, 22 de juliol de 1274) fou rei de Navarra i comte de Xampanya (1270-1274).

## Orígens familiars
Fill petit de Teobald I de Navarra i la seva tercera esposa Margarida de Borbó-Dampierre. Era net per línia paterna del comte Teobald III de Xampanya i Blanca de Navarra, i per línia materna d'Arquimbau III de Borbó-Dampierre i Beatriu de Monluçon.

## Ascens al tron
Va rebre el tron navarrès i el comtat de Xampanya a la mort del seu germà Teobald II sense descendència el 1270. La seva proclamació com a rei, però, no es feu fins al març del següent any i la seva coronació es demorà fins al maig de 1273.
Després de jurar els Furs de Navarra es va desplaçar fins a França per retre homenatge a Felip III de França pels seus dominis de la Xampanya.
Va intentar mantenir la pau en el seu territori, fugint de les intrigues que envoltaven el regnat d'Alfons X el Savi al Regne de Castella.
Durant el seu regnat va mostrar interès pel poble baix de Navarra. Va concedir privilegis a pobles i ciutats com Estella-Lizarra, Los Arcos i Viana i va mantenir relacions cordials amb la noblesa.

## Núpcies i descendents
Es va casar el 1269 amb Blanca d'Artois, filla de Robert I d'Artois i Matilde de Brabant, i neta de Lluís IX de França. D'aquest matrimoni nasqueren dos fills:
- l'infant Teobald de Navarra (?-1273), mort jove
- la infanta Joana I de Navarra (1273-1305), reina de Navarra, casada el 1284 amb Felip IV de França

Va morir a Pamplona el 22 de juliol de 1274, als quatre anys del seu regnat, degut a la seva gran obesitat.